# Primetime Emmy-díj a legjobb férfi főszereplőnek (vígjátéksorozat)
A Primetime Emmy-díj a legjobb férfi főszereplőnek (vígjátéksorozat) elismerést az Emmy-gálán adják át 1952 óta. Előtte nem különböztettek meg vígjáték és drámai tévésorozatot.

## Díjazottak és jelöltek

### 1950-es évek
Az ötvenes évek alatt többször megváltozott a kategória neve.

| Év                                                           | Név                     | Cím |
| ------------------------------------------------------------ | ----------------------- | --- |
| Legjobb televíziós személyiség                               |                         |     |
| 1950                                                         |                         |     |
| Ed Wynn                                                      |                         |     |
| Bill Welsh                                                   |                         |     |
| Mike Stokey                                                  |                         |     |
| Tom Harmon                                                   |                         |     |
| Legjobb színész                                              |                         |     |
| 1951                                                         |                         |     |
| Alan Young                                                   |                         |     |
| Charles Ruggles                                              |                         |     |
| José Ferrer                                                  |                         |     |
| Sid Caesar                                                   |                         |     |
| Stan Freberg                                                 |                         |     |
| Legjobb komikus (férfi vagy nő)                              |                         |     |
| 1952                                                         |                         |     |
| Red Skelton                                                  |                         |     |
| Herb Shriner                                                 |                         |     |
| Imogene Coca                                                 |                         |     |
| Jerry Lewis, Dean Martin                                     |                         |     |
| Jimmy Durante                                                |                         |     |
| Lucille Ball                                                 |                         |     |
| Sid Caesar                                                   |                         |     |
| Legjobb komikus                                              |                         |     |
| 1953                                                         |                         |     |
| Jimmy Durante                                                |                         |     |
| Herb Shriner                                                 |                         |     |
| Jackie Gleason                                               |                         |     |
| Sid Caesar                                                   |                         |     |
| Wally Cox                                                    |                         |     |
| Legjobb férfi főszereplő                                     |                         |     |
| 1954                                                         |                         |     |
| Donald O’Connor                                              | The Colgate Comedy Hour |     |
| Jack Webb                                                    | Dragnet                 |     |
| Wally Cox                                                    | Mister Peepers          |     |
| Jackie Gleason                                               | The Jackie Gleason Show |     |
| Sid Caesar                                                   | Your Show of Shows      |     |
| 1955                                                         |                         |     |
| Danny Thomas                                                 | Make Room for Daddy     |     |
| Jack Webb                                                    | Dragnet                 |     |
| Jackie Gleason                                               | The Jackie Gleason Show |     |
| Richard Boone                                                | Medic                   |     |
| Robert Cummings                                              | My Hero                 |     |
| Legjobb komikus                                              |                         |     |
| 1956                                                         |                         |     |
| Phil Silvers                                                 |                         |     |
| Art Carney                                                   |                         |     |
| George Gobel                                                 |                         |     |
| Jack Benny                                                   |                         |     |
| Sid Caesar                                                   |                         |     |
| Legjobb férfi főszereplő vígjáték tévésorozatban             |                         |     |
| 1957                                                         |                         |     |
| Sid Caesar                                                   | Caesar’s Hour           |     |
| Robert Cummings                                              | The Bob Cummings Show   |     |
| Ernie Kovacs                                                 | The Ernie Kovacs Show   |     |
| Jack Benny                                                   | The Jack Benny Program  |     |
| Phil Silvers                                                 | The Phil Silvers Show   |     |
| Legjobb férfi főszereplő vígjáték vagy drámai tévésorozatban |                         |     |
| 1958                                                         |                         |     |
| Robert Young                                                 | Father Knows Best       |     |
| Danny Thomas                                                 | Make Room for Daddy     |     |
| James Arness                                                 | Gunsmoke                |     |
| Phil Silvers                                                 | The Phil Silvers Show   |     |
| Robert Cummings                                              | The Bob Cummings Show   |     |
| Legjobb férfi főszereplő vígjáték tévésorozatban             |                         |     |
| 1959                                                         |                         |     |
| Jack Benny                                                   | The Jack Benny Program  |     |
| Danny Thomas                                                 | Make Room for Daddy     |     |
| Phil Silvers                                                 | The Phil Silvers Show   |     |
| Robert Cummings                                              | The Bob Cuminngs Show   |     |
| Robert Young                                                 | Father Knows Best       |     |
| Walter Brennan                                               | The Real McCoys         |     |

### 1960-as évek
A hatvanas években változott a kategória elnevezése.

| Év                                               | Név                    | Cím                |
| ------------------------------------------------ | ---------------------- | ------------------ |
| Legjobb férfi főszereplő vagy mellékszereplő     |                        |                    |
| 1960                                             |                        |                    |
| Robert Stack                                     | The Untouchables       |                    |
| Raymond Burr                                     | Perry Mason            |                    |
| Richard Boone                                    | Have Gun - Will Travel |                    |
| Legjobb férfi főszereplő                         |                        |                    |
| 1961                                             |                        |                    |
| Raymond Burr                                     | Perry Mason            |                    |
| Jackie Cooper                                    | Hennesey               |                    |
| Robert Stack                                     | The Untouchables       |                    |
| 1962                                             |                        |                    |
| E. G. Marshall                                   | The Defenders          |                    |
| George Maharis                                   | Route 66               |                    |
| Jackie Cooper                                    | Hennesey               |                    |
| Paul Burke                                       | Naked City             |                    |
| Vince Edwards                                    | Ben Casey              |                    |
| 1963                                             |                        |                    |
| E. G. Marshall                                   | The Defenders          |                    |
| Dick Van Dyke                                    | The Dick Van Dyke Show |                    |
| Ernest Borgnine                                  | McHale's Navy          |                    |
| Paul Burke                                       | Naked City             |                    |
| Vic Morrow                                       | Combat!                |                    |
| 1964                                             |                        |                    |
| Dick Van Dyke                                    | The Dick Van Dyke Show |                    |
| David Janssen                                    | The Fugitive           |                    |
| Dean Jagger                                      | Mr. Novak              |                    |
| George C. Scott                                  | East Side/West Side    |                    |
| Richard Boone                                    | The Richard Boone Show |                    |
| 1965                                             | Nem adtak át díjat     | Nem adtak át díjat |
| Legjobb férfi főszereplő vígjáték tévésorozatban |                        |                    |
| 1966                                             |                        |                    |
| Dick Van Dyke                                    | The Dick Van Dyke Show |                    |
| Bob Crane                                        | Hogan's Heroes         |                    |
| Don Adams                                        | Get Smart              |                    |
| 1967                                             |                        |                    |
| Don Adams                                        | Get Smart              |                    |
| Bob Crane                                        | Hogan's Heroes         |                    |
| Brian Keith                                      | Family Affair          |                    |
| Larry Storch                                     | F Troop                |                    |
| 1968                                             |                        |                    |
| Don Adams                                        | Get Smart              |                    |
| Brian Keith                                      | Family Affair          |                    |
| Dick York                                        | Bewitched              |                    |
| Richard Benjamin                                 | He & She               |                    |
| Sebastian Cabot                                  | Family Affair          |                    |
| 1969                                             |                        |                    |
| Don Adams                                        | Get Smart              |                    |
| Brian Keith                                      | Family Affair          |                    |
| Edward Mulhare                                   | The Ghost & Mrs. Muir  |                    |
| Lloyd Nolan                                      | Julia                  |                    |

### 1970-es évek
| Év               | Színész          | Színész                         | Szerep              | Cím                        | Adó |
| 1970 22. gála    |                  |                                 |                     |                            |     |
| ---------------- | ---------------- | ------------------------------- | ------------------- | -------------------------- | --- |
| 1970 22. gála    |                  | William Windom                  | John Monroe         | My World and Welcome to It | NBC |
| 1970 22. gála    | Bill Cosby       | Chet Kincaid                    | The Bill Cosby Show | NBC                        |     |
| 1970 22. gála    | Lloyd Haynes     | Pete Dixon                      | Room 222            | ABC                        |     |
| 1971 23. gála    |                  |                                 |                     |                            |     |
|                  | Jack Klugman     | Oscar Madison                   | The Odd Couple      | ABC                        |     |
| Ted Bessell      | Donald Hollinger | That Girl                       | ABC                 |                            |     |
| Bill Bixby       | Tom Corbett      | The Courtship of Eddie's Father | ABC                 |                            |     |
| Carroll O’Connor | Archie Bunker    | All in the Family               | CBS                 |                            |     |
| Tony Randall     | Felix Unger      | The Odd Couple                  | ABC                 |                            |     |
| 1972 24. gála    |                  |                                 |                     |                            |     |
|                  | Carroll O’Connor | Archie Bunker                   | All in the Family   | CBS                        |     |
| Redd Foxx        | Fred G. Sanford  | Sanford and Son                 | NBC                 |                            |     |
| Jack Klugman     | Oscar Madison    | The Odd Couple                  | ABC                 |                            |     |
| Tony Randall     | Felix Unger      | The Odd Couple                  | ABC                 |                            |     |
| 1973 25. gála    |                  |                                 |                     |                            |     |
|                  | Jack Klugman     | Oscar Madison                   | The Odd Couple      | ABC                        |     |
| Alan Alda        | Hawkeye Pierce   | MASH                            | CBS                 |                            |     |
| Redd Foxx        | Fred G. Sanford  | Sanford and Son                 | NBC                 |                            |     |
| Carroll O’Connor | Archie Bunker    | All in the Family               | CBS                 |                            |     |
| Tony Randall     | Felix Unger      | The Odd Couple                  | ABC                 |                            |     |
| 1974 26. gála    |                  |                                 |                     |                            |     |
|                  | Alan Alda        | Hawkeye Pierce                  | MASH                | CBS                        |     |
| Redd Foxx        | Fred G. Sanford  | Sanford and Son                 | NBC                 |                            |     |
| Jack Klugman     | Oscar Madison    | The Odd Couple                  | ABC                 |                            |     |
| Tony Randall     | Felix Unger      | The Odd Couple                  | ABC                 |                            |     |
| Carroll O’Connor | Archie Bunker    | All in the Family               | CBS                 |                            |     |
| 1975 27. gála    |                  |                                 |                     |                            |     |
|                  | Tony Randall     | Felix Unger                     | The Odd Couple      | ABC                        |     |
| Jack Albertson   | Ed Brown         | Chico and the Man               | NBC                 |                            |     |
| Alan Alda        | Hawkeye Pierce   | MASH                            | CBS                 |                            |     |
| Jack Klugman     | Oscar Madison    | The Odd Couple                  | ABC                 |                            |     |
| Carroll O’Connor | Archie Bunker    | All in the Family               | CBS                 |                            |     |
| 1976 28. gála    |                  |                                 |                     |                            |     |
|                  | Jack Albertson   | Ed Brown                        | Chico and the Man   | NBC                        |     |
| Alan Alda        | Hawkeye Pierce   | MASH                            | CBS                 |                            |     |
| Hal Linden       | Barney Miller    | Barney Miller                   | ABC                 |                            |     |
| Henry Winkler    | Fonzie           | Happy Days                      | ABC                 |                            |     |
| 1977 29. gála    |                  |                                 |                     |                            |     |
|                  | Carroll O’Connor | Archie Bunker                   | All in the Family   | CBS                        |     |
| Jack Albertson   | Ed Brown         | Chico and the Man               | NBC                 |                            |     |
| Alan Alda        | Hawkeye Pierce   | MASH                            | CBS                 |                            |     |
| Hal Linden       | Barney Miller    | Barney Miller                   | ABC                 |                            |     |
| Henry Winkler    | Fonzie           | Happy Days                      | ABC                 |                            |     |
| 1978 30. gála    |                  |                                 |                     |                            |     |
|                  | Carroll O’Connor | Archie Bunker                   | All in the Family   | CBS                        |     |
| Alan Alda        | Hawkeye Pierce   | MASH                            | CBS                 |                            |     |
| Hal Linden       | Barney Miller    | Barney Miller                   | ABC                 |                            |     |
| John Ritter      | Jack Tripper     | Three's Company                 | ABC                 |                            |     |
| Henry Winkler    | Fonzie           | Happy Days                      | ABC                 |                            |     |
| 1979 31. gála    |                  |                                 |                     |                            |     |
|                  | Carroll O’Connor | Archie Bunker                   | All in the Family   | CBS                        |     |
| Alan Alda        | Hawkeye Pierce   | MASH                            | CBS                 |                            |     |
| Judd Hirsch      | Alex Reiger      | Taxi                            | ABC                 |                            |     |
| Hal Linden       | Barney Miller    | Barney Miller                   | ABC                 |                            |     |
| Robin Williams   | Mork             | Mork & Mindy                    | ABC                 |                            |     |

### 1980-as évek
| Év               | Színész                 | Színész                                      | Szerep                          | Cím  | Adó |
| 1980 32. gála    |                         |                                              |                                 |      |     |
| ---------------- | ----------------------- | -------------------------------------------- | ------------------------------- | ---- | --- |
| 1980 32. gála    |                         | Richard Mulligan                             | Burt Campbell                   | Soap | ABC |
| 1980 32. gála    | Alan Alda               | Hawkeye Pierce                               | MASH                            | CBS  |     |
| 1980 32. gála    | Robert Guillaume        | Benson DuBois                                | Benson                          | ABC  |     |
| 1980 32. gála    | Hal Linden              | Barney Miller                                | Barney Miller                   | ABC  |     |
| 1980 32. gála    | Judd Hirsch             | Alex Reiger                                  | Taxi                            | ABC  |     |
| 1981 33. gála    |                         |                                              |                                 |      |     |
|                  | Judd Hirsch             | Alex Reiger                                  | Taxi                            | ABC  |     |
| Alan Alda        | Hawkeye Pierce          | MASH                                         | CBS                             |      |     |
| Hal Linden       | Barney Miller           | Barney Miller                                | ABC                             |      |     |
| Richard Mulligan | Burt Campbell           | Soap                                         | ABC                             |      |     |
| John Ritter      | Jack Tripper            | Three's Company                              | ABC                             |      |     |
| 1982 34. gála    |                         |                                              |                                 |      |     |
|                  | Alan Alda               | Hawkeye Pierce                               | MASH                            | CBS  |     |
| Judd Hirsch      | Alex Reiger             | Taxi                                         | ABC                             |      |     |
| Robert Guillaume | Benson DuBois           | Benson                                       | ABC                             |      |     |
| Hal Linden       | Barney Miller           | Barney Miller                                | ABC                             |      |     |
| Leslie Nielsen   | Frank Drebin            | Nagyon különleges ügyosztály (Police Squad!) | ABC                             |      |     |
| 1983 35. gála    |                         |                                              |                                 |      |     |
|                  | Judd Hirsch             | Alex Reiger                                  | Taxi                            | NBC  |     |
| Alan Alda        | Hawkeye Pierce          | MASH                                         | CBS                             |      |     |
| Dabney Coleman   | Bill Bittinger          | Buffalo Bill                                 | NBC                             |      |     |
| Ted Danson       | Sam Malone              | Cheers                                       | NBC                             |      |     |
| Robert Guillaume | Benson DuBois           | Benson                                       | ABC                             |      |     |
| 1984 36. gála    |                         |                                              |                                 |      |     |
|                  | John Ritter             | Jack Tripper                                 | Three's Company                 | ABC  |     |
| Dabney Coleman   | Bill Bittinger          | Buffalo Bill                                 | NBC                             |      |     |
| Ted Danson       | Sam Malone              | Cheers                                       | NBC                             |      |     |
| Robert Guillaume | Benson DuBois           | Benson                                       | ABC                             |      |     |
| Sherman Hemsley  | George Jefferson        | The Jeffersons                               | CBS                             |      |     |
| 1985 37. gála    |                         |                                              |                                 |      |     |
|                  | Robert Guillaume        | Benson DuBois                                | Benson                          | ABC  |     |
| Harry Anderson   | Harry Stone bíró        | Night Court                                  | NBC                             |      |     |
| Ted Danson       | Sam Malone              | Cheers                                       | NBC                             |      |     |
| Bob Newhart      | Dick Loudon             | Newhart                                      | CBS                             |      |     |
| Jack Warden      | Harry Fox               | Crazy Like a Fox                             | CBS                             |      |     |
| 1986 38. gála    |                         |                                              |                                 |      |     |
|                  | Michael J. Fox          | Alex P. Keaton                               | Családi kötelékek (Family Ties) | NBC  |     |
| Harry Anderson   | Harry Stone bíró        | Night Court                                  | NBC                             |      |     |
| Ted Danson       | Sam Malone              | Cheers                                       | NBC                             |      |     |
| Bob Newhart      | Dick Loudon             | Newhart                                      | CBS                             |      |     |
| Jack Warden      | Harry Fox               | Crazy Like a Fox                             | CBS                             |      |     |
| 1987 39. gála    |                         |                                              |                                 |      |     |
|                  | Michael J. Fox          | Alex P. Keaton                               | Családi kötelékek (Family Ties) | NBC  |     |
| Harry Anderson   | Harry Stone bíró        | Night Court                                  | NBC                             |      |     |
| Ted Danson       | Sam Malone              | Cheers                                       | NBC                             |      |     |
| Bob Newhart      | Dick Loudon             | Newhart                                      | CBS                             |      |     |
| Bronson Pinchot  | Balki Bartokomous       | Perfect Strangers                            | ABC                             |      |     |
| 1988 40. gála    |                         |                                              |                                 |      |     |
|                  | Michael J. Fox          | Alex P. Keaton                               | Családi kötelékek (Family Ties) | NBC  |     |
| Dabney Coleman   | Slap Maxwell            | The Slap Maxwell Story                       | ABC                             |      |     |
| Ted Danson       | Sam Malone              | Cheers                                       | NBC                             |      |     |
| Tim Reid         | Frank Parrish           | Frank's Place                                | CBS                             |      |     |
| John Ritter      | Harry Hooperman nyomozó | Hooperman                                    | ABC                             |      |     |
| 1989 41. gála    |                         |                                              |                                 |      |     |
|                  | Richard Mulligan        | Dr. Harry Weston                             | Empty Nest                      | NBC  |     |
| Ted Danson       | Sam Malone              | Cheers                                       | NBC                             |      |     |
| Michael J. Fox'  | Alex P. Keaton          | Családi kötelékek (Family Ties)              | NBC                             |      |     |
| John Goodman     | Dan Conner              | Roseanne                                     | ABC                             |      |     |
| Fred Savage      | Kevin Arnold            | The Wonder Years                             | ABC                             |      |     |

### 1990-es évek
| Év               | Színész          | Színész             | Szerep                    | Magyar cím            | Eredeti cím | Adó |
| 1990 42. gála    |                  |                     |                           |                       |             |     |
| ---------------- | ---------------- | ------------------- | ------------------------- | --------------------- | ----------- | --- |
| 1990 42. gála    |                  | Ted Danson          | Sam Malone                | Cheers                | Cheers      | NBC |
| 1990 42. gála    | John Goodman     | Dan Conner          | Roseanne                  | Roseanne              | ABC         |     |
| 1990 42. gála    | Richard Mulligan | Dr. Harry Weston    |                           | Empty Nest            | NBC         |     |
| 1990 42. gála    | Craig T. Nelson  | Hayden Fox          |                           | Coach                 | ABC         |     |
| 1990 42. gála    | Fred Savage      | Kevin Arnold        |                           | The Wonder Years      | ABC         |     |
| 1991 43. gála    |                  |                     |                           |                       |             |     |
|                  | Burt Reynolds    | Wood Newton         | Kisvárosi mesék           | Evening Shade         | CBS         |     |
| Ted Danson       | Sam Malone       | Cheers              | Cheers                    | NBC                   |             |     |
| John Goodman     | Dan Conner       | Roseanne            | Roseanne                  | ABC                   |             |     |
| Richard Mulligan | Dr. Harry Weston |                     | Empty Nest                | NBC                   |             |     |
| Craig T. Nelson  | Hayden Fox       |                     | Coach                     | ABC                   |             |     |
| 1992 44. gála    |                  |                     |                           |                       |             |     |
|                  | Craig T. Nelson  | Hayden Fox          |                           | Coach                 | ABC         |     |
| Ted Danson       | Sam Malone       | Cheers              | Cheers                    | NBC                   |             |     |
| John Goodman     | Dan Conner       | Roseanne            | Roseanne                  | ABC                   |             |     |
| Kelsey Grammer   | Frasier Crane    |                     | Wings                     | NBC                   |             |     |
| Burt Reynolds    | Wood Newton      | Kisvárosi mesék     | Evening Shade             | CBS                   |             |     |
| Jerry Seinfeld   | Jerry Seinfeld   | Seinfeld            | Seinfeld                  | NBC                   |             |     |
| 1993 45. gála    |                  |                     |                           |                       |             |     |
|                  | Ted Danson       | Sam Malone          | Cheers                    | Cheers                | NBC         |     |
| Tim Allen        | Tim Taylor       | Házi barkács        | Home Improvement          | ABC                   |             |     |
| John Goodman     | Dan Conner       | Roseanne            | Roseanne                  | ABC                   |             |     |
| Jerry Seinfeld   | Jerry Seinfeld   | Seinfeld            | Seinfeld                  | NBC                   |             |     |
| Garry Shandling  | Larry Sanders    |                     | The Larry Sanders Show    | HBO                   |             |     |
| 1994 46. gála    |                  |                     |                           |                       |             |     |
|                  | Kelsey Grammer   | Frasier Crane       | Frasier – A dumagép       | Frasier               | NBC         |     |
| John Goodman     | Dan Conner       | Roseanne            | Roseanne                  | ABC                   |             |     |
| John Larroquette | John Hemingway   |                     | The John Larroquette Show | NBC                   |             |     |
| Paul Reiser      | Paul Buchman     | Megőrülök érted     | Mad About You             | NBC                   |             |     |
| Jerry Seinfeld   | Jerry Seinfeld   | Seinfeld            | Seinfeld                  | NBC                   |             |     |
| 1995 47. gála    |                  |                     |                           |                       |             |     |
|                  | Kelsey Grammer   | Frasier Crane       | Frasier – A dumagép       | Frasier               | NBC         |     |
| John Goodman     | Dan Conner       | Roseanne            | Roseanne                  | ABC                   |             |     |
| Paul Reiser      | Paul Buchman     | Megőrülök érted     | Mad About You             | NBC                   |             |     |
| Jerry Seinfeld   | Jerry Seinfeld   | Seinfeld            | Seinfeld                  | NBC                   |             |     |
| Garry Shandling  | Larry Sanders    |                     | The Larry Sanders Show    | HBO                   |             |     |
| 1996 48. gála    |                  |                     |                           |                       |             |     |
|                  | John Lithgow     | Dick Solomon        | Űrbalekok                 | 3rd Rock from the Sun | NBC         |     |
| Kelsey Grammer   | Frasier Crane    | Frasier – A dumagép | Frasier                   | NBC                   |             |     |
| Paul Reiser      | Paul Buchman     | Megőrülök érted     | Mad About You             | NBC                   |             |     |
| Jerry Seinfeld   | Jerry Seinfeld   | Seinfeld            | Seinfeld                  | NBC                   |             |     |
| Garry Shandling  | Larry Sanders    |                     | The Larry Sanders Show    | HBO                   |             |     |
| 1997 49. gála    |                  |                     |                           |                       |             |     |
|                  | John Lithgow     | Dick Solomon        | Űrbalekok                 | 3rd Rock from the Sun | NBC         |     |
| Michael J. Fox   | Mike Flaherty    | Kerge város         | Spin City                 | ABC                   |             |     |
| Kelsey Grammer   | Frasier Crane    | Frasier – A dumagép | Frasier                   | NBC                   |             |     |
| Paul Reiser      | Paul Buchman     | Megőrülök érted     | Mad About You             | NBC                   |             |     |
| Garry Shandling  | Larry Sanders    |                     | The Larry Sanders Show    | HBO                   |             |     |
| 1998 50. gála    |                  |                     |                           |                       |             |     |
|                  | Kelsey Grammer   | Frasier Crane       | Frasier – A dumagép       | Frasier               | NBC         |     |
| Michael J. Fox   | Mike Flaherty    | Kerge város         | Spin City                 | ABC                   |             |     |
| John Lithgow     | Dick Solomon     | Űrbalekok           | 3rd Rock from the Sun     | NBC                   |             |     |
| Paul Reiser      | Paul Buchman     | Megőrülök érted     | Mad About You             | NBC                   |             |     |
| Garry Shandling  | Larry Sanders    |                     | The Larry Sanders Show    | HBO                   |             |     |
| 1999 51. gála    |                  |                     |                           |                       |             |     |
|                  | John Lithgow     | Dick Solomon        | Űrbalekok                 | 3rd Rock from the Sun | NBC         |     |
| Michael J. Fox   | Mike Flaherty    | Kerge város         | Spin City                 | ABC                   |             |     |
| Kelsey Grammer   | Frasier Crane    | Frasier – A dumagép | Frasier                   | NBC                   |             |     |
| Paul Reiser      | Paul Buchman     | Megőrülök érted     | Mad About You             | NBC                   |             |     |
| Ray Romano       | Raymond Barone   | Szeretünk Raymond   | Everybody Loves Raymond   | CBS                   |             |     |

### 2000-es évek
| Év                       | Színész           | Színész                                   | Szerep                  | Magyar cím              | Eredeti cím | Adó |
| 2000 52. gála            |                   |                                           |                         |                         |             |     |
| ------------------------ | ----------------- | ----------------------------------------- | ----------------------- | ----------------------- | ----------- | --- |
| 2000 52. gála            |                   | Michael J. Fox                            | Mike Flaherty           | Kerge város             | Spin City   | ABC |
| 2000 52. gála            | Kelsey Grammer    | Frasier Crane                             | Frasier – A dumagép     | Frasier                 | NBC         |     |
| 2000 52. gála            | John Lithgow      | Dick Solomon                              | Űrbalekok               | 3rd Rock from the Sun   | NBC         |     |
| 2000 52. gála            | Eric McCormack    | Will Truman                               | Will és Grace           | Will & Grace            | NBC         |     |
| 2000 52. gála            | Ray Romano        | Raymond Barone                            | Szeretünk Raymond       | Everybody Loves Raymond | CBS         |     |
| 2001 53. gála            |                   |                                           |                         |                         |             |     |
|                          | Eric McCormack    | Will Truman                               | Will és Grace           | Will & Grace            | NBC         |     |
| Kelsey Grammer           | Frasier Crane     | Frasier – A dumagép                       | Frasier                 | NBC                     |             |     |
| John Lithgow             | Dick Solomon      | Űrbalekok                                 | 3rd Rock from the Sun   | NBC                     |             |     |
| Frankie Muniz            | Malcolm           | Már megint Malcolm                        | Malcolm in the Middle   | Fox                     |             |     |
| Ray Romano               | Raymond Barone    | Szeretünk Raymond                         | Everybody Loves Raymond | CBS                     |             |     |
| 2002 54. gála            |                   |                                           |                         |                         |             |     |
|                          | Ray Romano        | Raymond Barone                            | Szeretünk Raymond       | Everybody Loves Raymond | CBS         |     |
| Kelsey Grammer           | Frasier Crane     | Frasier – A dumagép                       | Frasier                 | NBC                     |             |     |
| Matt LeBlanc             | Joey Tribbiani    | Jóbarátok                                 | Friends                 | NBC                     |             |     |
| Matthew Perry            | Chandler Bing     | Jóbarátok                                 | Friends                 | NBC                     |             |     |
| Bernie Mac               | Bernie McCullough |                                           | The Bernie Mac Show     | Fox                     |             |     |
| 2003 55. gála            |                   |                                           |                         |                         |             |     |
|                          | Tony Shalhoub     | Adrian Monk                               | Monk – A flúgos nyomozó | Monk                    | USA         |     |
| Larry David              | Larry David       | Félig üres                                | Curb Your Enthusiasm    | HBO                     |             |     |
| Matt LeBlanc             | Joey Tribbiani    | Jóbarátok                                 | Friends                 | NBC                     |             |     |
| Bernie Mac               | Bernie McCullough |                                           | The Bernie Mac Show     | Fox                     |             |     |
| Eric McCormack           | Will Truman       | Will és Grace                             | Will & Grace            | NBC                     |             |     |
| Ray Romano               | Raymond Barone    | Szeretünk Raymond                         | Everybody Loves Raymond | CBS                     |             |     |
| 2004 56. gála            |                   |                                           |                         |                         |             |     |
|                          | Kelsey Grammer    | Frasier Crane                             | Frasier – A dumagép     | Frasier                 | NBC         |     |
| Larry David              | Larry David       | Félig üres                                | Curb Your Enthusiasm    | HBO                     |             |     |
| Matt LeBlanc             | Joey Tribbiani    | Jóbarátok                                 | Friends                 | NBC                     |             |     |
| John Ritter (posztumusz) | Paul Hennessy     | Pimaszok, avagy kamaszba nem üt a mennykő | 8 Simple Rules          | ABC                     |             |     |
| Tony Shalhoub            | Adrian Monk       | Monk – A flúgos nyomozó                   | Monk                    | USA                     |             |     |
| 2005 57. gála            |                   |                                           |                         |                         |             |     |
|                          | Tony Shalhoub     | Adrian Monk                               | Monk – A flúgos nyomozó | Monk                    | USA         |     |
| Jason Bateman            | Michael Bluth     | Az ítélet: család                         | Arrested Development    | Fox                     |             |     |
| Zach Braff               | J.D.              | Dokik                                     | Scrubs                  | NBC                     |             |     |
| Eric McCormack           | Will Truman       | Will és Grace                             | Will & Grace            | NBC                     |             |     |
| Ray Romano               | Raymond Barone    | Szeretünk Raymond                         | Everybody Loves Raymond | CBS                     |             |     |
| 2006 58. gála            |                   |                                           |                         |                         |             |     |
|                          | Tony Shalhoub     | Adrian Monk                               | Monk – A flúgos nyomozó | Monk                    | USA         |     |
| Steve Carell             | Michael Scott     | Office                                    | The Office              | NBC                     |             |     |
| Larry David              | Larry David       | Félig üres                                | Curb Your Enthusiasm    | HBO                     |             |     |
| Kevin James              | Doug Heffernan    | Férjek gyöngye                            | The King of Queens      | CBS                     |             |     |
| Charlie Sheen            | Charlie Harper    | Két pasi – meg egy kicsi                  | Two and a Half Men      | CBS                     |             |     |
| 2007 59. gála            |                   |                                           |                         |                         |             |     |
|                          | Ricky Gervais     | Andy Millman                              | Futottak még…           | Extras                  | HBO         |     |
| Alec Baldwin             | Jack Donaghy      | A stúdió                                  | 30 Rock                 | NBC                     |             |     |
| Steve Carell             | Michael Scott     | Office                                    | The Office              | NBC                     |             |     |
| Tony Shalhoub            | Adrian Monk       | Monk – A flúgos nyomozó                   | Monk                    | USA                     |             |     |
| Charlie Sheen            | Charlie Harper    | Két pasi – meg egy kicsi                  | Two and a Half Men      | CBS                     |             |     |
| 2008 60. gála            |                   |                                           |                         |                         |             |     |
|                          | Alec Baldwin      | Jack Donaghy                              | A stúdió                | 30 Rock                 | NBC         |     |
| Steve Carell             | Michael Scott     | Office                                    | The Office              | NBC                     |             |     |
| Lee Pace                 | Ned               | Halottnak a csók                          | Pushing Daisies         | ABC                     |             |     |
| Tony Shalhoub            | Adrian Monk       | Monk – A flúgos nyomozó                   | Monk                    | USA                     |             |     |
| Charlie Sheen            | Charlie Harper    | Két pasi – meg egy kicsi                  | Two and a Half Men      | CBS                     |             |     |
| 2009 61. gála            |                   |                                           |                         |                         |             |     |
|                          | Alec Baldwin      | Jack Donaghy                              | A stúdió                | 30 Rock                 | NBC         |     |
| Steve Carell             | Michael Scott     | Office                                    | The Office              | NBC                     |             |     |
| Jemaine Clement          | Jemaine           | Slágermájerek                             | Flight of the Conchords | HBO                     |             |     |
| Jim Parsons              | Sheldon Cooper    | Agymenők                                  | The Big Bang Theory     | CBS                     |             |     |
| Tony Shalhoub            | Adrian Monk       | Monk – A flúgos nyomozó                   | Monk                    | USA                     |             |     |
| Charlie Sheen            | Charlie Harper    | Két pasi – meg egy kicsi                  | Two and a Half Men      | CBS                     |             |     |

### 2010-es évek
| Év                 | Színész              | Színész                          | Szerep                   | Magyar cím           | Eredeti cím         | Adó |
| 2010 62. gála      |                      |                                  |                          |                      |                     |     |
| ------------------ | -------------------- | -------------------------------- | ------------------------ | -------------------- | ------------------- | --- |
| 2010 62. gála      |                      | Jim Parsons                      | Sheldon Cooper           | Agymenők             | The Big Bang Theory | CBS |
| 2010 62. gála      | Alec Baldwin         | Jack Donaghy                     | A stúdió                 | 30 Rock              | NBC                 |     |
| 2010 62. gála      | Steve Carell         | Michael Scott                    | Office                   | The Office           | NBC                 |     |
| 2010 62. gála      | Larry David          | Larry David                      | Félig üres               | Curb Your Enthusiasm | HBO                 |     |
| 2010 62. gála      | Matthew Morrison     | Will Schuester                   | Glee – Sztárok leszünk!  | Glee                 | Fox                 |     |
| 2010 62. gála      | Tony Shalhoub        | Adrian Monk                      | Monk – A flúgos nyomozó  | Monk                 | USA                 |     |
| 2011 63. gála      |                      |                                  |                          |                      |                     |     |
|                    | Jim Parsons          | Sheldon Cooper                   | Agymenők                 | The Big Bang Theory  | CBS                 |     |
| Alec Baldwin       | Jack Donaghy         | A stúdió                         | 30 Rock                  | NBC                  |                     |     |
| Louis C.K.         | Louie                | Louie                            | Louie                    | FX                   |                     |     |
| Steve Carell       | Michael Scott        | Office                           | The Office               | NBC                  |                     |     |
| Johnny Galecki     | Leonard Hofstadter   | Agymenők                         | The Big Bang Theory      | CBS                  |                     |     |
| Matt LeBlanc       | Matt LeBlanc         | Sikersorozat                     | Episodes                 | Showtime             |                     |     |
| 2012 64. gála      |                      |                                  |                          |                      |                     |     |
|                    | Jon Cryer            | Alan Harper                      | Két pasi – meg egy kicsi | Two and a Half Men   | CBS                 |     |
| Alec Baldwin       | Jack Donaghy         | A stúdió                         | 30 Rock                  | NBC                  |                     |     |
| Louis C.K.         | Louie                | Louie                            | Louie                    | FX                   |                     |     |
| Don Cheadle        | Marty Kaan           | Gátlástalanok                    | House of Lies            | Showtime             |                     |     |
| Larry David        | Larry David          | Félig üres                       | Curb Your Enthusiasm     | HBO                  |                     |     |
| Jim Parsons        | Sheldon Cooper       | Agymenők                         | The Big Bang Theory      | CBS                  |                     |     |
| 2013 65. gála      |                      |                                  |                          |                      |                     |     |
|                    | Jim Parsons          | Sheldon Cooper                   | Agymenők                 | The Big Bang Theory  | CBS                 |     |
| Alec Baldwin       | Jack Donaghy         | A stúdió                         | 30 Rock                  | NBC                  |                     |     |
| Jason Bateman      | Michael Bluth        | Az ítélet: család                | Arrested Development     | Netflix              |                     |     |
| Louis C.K.         | Louie                | Louie                            | Louie                    | FX                   |                     |     |
| Don Cheadle        | Marty Kaan           | Gátlástalanok                    | House of Lies            | Showtime             |                     |     |
| Matt LeBlanc       | Matt LeBlanc         | Sikersorozat                     | Episodes                 | Showtime             |                     |     |
| 2014 66. gála      |                      |                                  |                          |                      |                     |     |
|                    | Jim Parsons          | Sheldon Cooper                   | Agymenők                 | The Big Bang Theory  | CBS                 |     |
| Louis C.K.         | Louie                | Louie                            | Louie                    | FX                   |                     |     |
| Don Cheadle        | Marty Kaan           | Gátlástalanok                    | House of Lies            | Showtime             |                     |     |
| Ricky Gervais      | Derek Noakes         | Derek                            | Derek                    | Netflix              |                     |     |
| Matt LeBlanc       | Matt LeBlanc         | Sikersorozat                     | Episodes                 | Showtime             |                     |     |
| William H. Macy    | Frank Gallagher      | Shameless – Szégyentelenek       | Shameless                | Showtime             |                     |     |
| 2015 67. gála      |                      |                                  |                          |                      |                     |     |
|                    | Jeffrey Tambor       | Maura Pfefferman                 | Nincs titok              | Transparent          | Amazon              |     |
| Anthony Anderson   | Andre Johnson        | Feketék fehéren                  | Black-ish                | ABC                  |                     |     |
| Louis C.K.         | Louie                | Louie                            | Louie                    | FX                   |                     |     |
| Don Cheadle        | Marty Kaan           | Gátlástalanok                    | House of Lies            | Showtime             |                     |     |
| Will Forte         | Phil Miller          | Az utolsó ember a földön         | The Last Man on Earth    | Fox                  |                     |     |
| Matt LeBlanc       | Matt LeBlanc         | Sikersorozat                     | Episodes                 | Showtime             |                     |     |
| William H. Macy    | Frank Gallagher      | Shameless – Szégyentelenek       | Shameless                | Showtime             |                     |     |
| 2016 68. gála      |                      |                                  |                          |                      |                     |     |
|                    | Jeffrey Tambor       | Maura Pfefferman                 | Nincs titok              | Transparent          | Amazon              |     |
| Anthony Anderson   | Andre Johnson        | Feketék fehéren                  | Black-ish                | ABC                  |                     |     |
| Aziz Ansari        | Dev Shah             | Master of None – Majdnem elég jó | Master of None           | Netflix              |                     |     |
| Will Forte         | Phil Miller          | Az utolsó ember a földön         | The Last Man on Earth    | Fox                  |                     |     |
| William H. Macy    | Frank Gallagher      | Shameless – Szégyentelenek       | Shameless                | Showtime             |                     |     |
| Thomas Middleditch | Richard Hendricks    | Szilícium-völgy                  | Silicon Valley           | HBO                  |                     |     |
| 2017 69. gála      |                      |                                  |                          |                      |                     |     |
|                    | Donald Glover        | Earn Marks                       | Atlanta                  | Atlanta              | FX                  |     |
| Anthony Anderson   | Andre Johnson        | Feketék fehéren                  | Black-ish                | ABC                  |                     |     |
| Aziz Ansari        | Dev Shah             | Master of None – Majdnem elég jó | Master of None           | Netflix              |                     |     |
| Zach Galifianakis  | Chip és Dale Baskets |                                  | Baskets                  | FX                   |                     |     |
| William H. Macy    | Frank Gallagher      | Shameless – Szégyentelenek       | Shameless                | Showtime             |                     |     |
| Jeffrey Tambor     | Maura Pfefferman     | Nincs titok                      | Transparent              | Amazon               |                     |     |
| 2018 70. gála      |                      |                                  |                          |                      |                     |     |
|                    | Bill Hader           | Barry Berkman / Barry Block      | Barry                    | Barry                | HBO                 |     |
| Anthony Anderson   | Andre Johnson        | Feketék fehéren                  | Black-ish                | ABC                  |                     |     |
| Ted Danson         | Michael              | A Jó Hely                        | The Good Place           | NBC                  |                     |     |
| Larry David        | Larry David          | Félig üres                       | Curb Your Enthusiasm     | HBO                  |                     |     |
| Donald Glover      | Earn Marks           | Atlanta                          | Atlanta                  | FX                   |                     |     |
| William H. Macy    | Frank Gallagher      | Shameless – Szégyentelenek       | Shameless                | Showtime             |                     |     |
| 2019 71. gála      |                      |                                  |                          |                      |                     |     |
|                    | Bill Hader           | Barry Berkman / Barry Block      | Barry                    | Barry                | HBO                 |     |
| Anthony Anderson   | Andre Johnson        | Feketék fehéren                  | Black-ish                | ABC                  |                     |     |
| Don Cheadle        | Maurice Monroe       | Fekete hétfő                     | Black Monday             | Showtime             |                     |     |
| Ted Danson         | Michael              | A Jó Hely                        | The Good Place           | NBC                  |                     |     |
| Michael Douglas    | Sandy Kominsky       | A Kominsky-módszer               | The Kominsky Method      | Netflix              |                     |     |
| Eugene Levy        | Johnny Rose          |                                  | Schitt's Creek           | Pop TV               |                     |     |

### 2020-as évek
| Év                   | Színész                                  | Színész                         | Szerep                       | Magyar cím          | Eredeti cím    | Adó    |
| 2020 72. gála        |                                          |                                 |                              |                     |                |        |
| -------------------- | ---------------------------------------- | ------------------------------- | ---------------------------- | ------------------- | -------------- | ------ |
| 2020 72. gála        |                                          | Eugene Levy                     | Johnny Rose                  |                     | Schitt's Creek | Pop TV |
| 2020 72. gála        | Anthony Anderson                         | Andre Johnson                   | Feketék fehéren              | Black-ish           | ABC            |        |
| 2020 72. gála        | Don Cheadle                              | Maurice Monroe                  | Fekete hétfő                 | Black Monday        | Showtime       |        |
| 2020 72. gála        | Ted Danson                               | Michael                         | A jó hely                    | The Good Place      | NBC            |        |
| 2020 72. gála        | Michael Douglas                          | Sandy Kominsky                  | A Kominsky-módszer           | The Kominsky Method | Netflix        |        |
| 2020 72. gála        | Ramy Youssef                             | Ramy Hassan                     |                              | Ramy                | Hulu           |        |
| 2021 73. gála        |                                          |                                 |                              |                     |                |        |
|                      | Jason Sudeikis                           | Ted Lasso                       | Ted Lasso                    | Ted Lasso           | Apple TV+      |        |
| Anthony Anderson     | Andre Johnson                            | Feketék fehéren                 | Black-ish                    | ABC                 |                |        |
| Michael Douglas      | Sandy Kominsky                           | A Kominsky-módszer              | The Kominsky Method          | Netflix             |                |        |
| William H. Macy      | Frank Gallagher                          | Shameless – Szégyentelenek      | Shameless                    | Showtime            |                |        |
| Kenan Thompson       | Kenan Williams                           |                                 | Kenan                        | NBC                 |                |        |
| 2022 74. gála        |                                          |                                 |                              |                     |                |        |
|                      | Jason Sudeikis                           | Ted Lasso                       | Ted Lasso                    | Ted Lasso           | Apple TV+      |        |
| Donald Glover        | Earn Marks                               | Atlanta                         | Atlanta                      | FX                  |                |        |
| Bill Hader           | Barry Berkman / Barry Block              | Barry                           | Barry                        | HBO                 |                |        |
| Nicholas Hoult       | III. Péter / Jemeljan Ivanovics Pugacsov | Nagy Katalin – A kezdetek       | The Great                    | Hulu                |                |        |
| Steve Martin         | Charles-Haden Savage                     | Gyilkos a házban                | Only Murders in the Building | Hulu                |                |        |
| Martin Short         | Oliver Putnam                            | Gyilkos a házban                | Only Murders in the Building | Hulu                |                |        |
| 2023 75. gála        |                                          |                                 |                              |                     |                |        |
|                      | Jeremy Allen White                       | Carmine „Carmy” Berzatto        | A mackó                      | The Bear            | FX             |        |
| Bill Hader           | Barry Berkman / Barry Block              | Barry                           | Barry                        | HBO                 |                |        |
| Jason Segel          | Jimmy Laird                              | Direkt terápia                  | Shrinking                    | Apple TV+           |                |        |
| Martin Short         | Oliver Putnam                            | Gyilkos a házban                | Only Murders in the Building | Hulu                |                |        |
| Jason Sudeikis       | Ted Lasso                                | Ted Lasso                       | Ted Lasso                    | Apple TV+           |                |        |
| 2024 76. gála        |                                          |                                 |                              |                     |                |        |
|                      | Jeremy Allen White                       | Carmine „Carmy” Berzatto        | A mackó                      | The Bear            | FX             |        |
| Matt Berry           | Leslie „Laszlo” Cravensworth             | Hétköznapi vámpírok – A sorozat | What We Do in the Shadows    | FX                  |                |        |
| Larry David          | Larry David                              | Félig üres                      | Curb Your Enthusiasm         | HBO                 |                |        |
| Steve Martin         | Charles-Haden Savage                     | Gyilkos a házban                | Only Murders in the Building | Hulu                |                |        |
| Martin Short         | Oliver Putnam                            | Gyilkos a házban                | Only Murders in the Building | Hulu                |                |        |
| D’Pharaoh Woon-A-Tai | Bear Smallhill                           | A rezervátum kutyái             | Reservation Dogs             | FX                  |                |        |

## Fordítás
- Ez a szócikk részben vagy egészben  a   Primetime Emmy Award for Outstanding Lead Actor in a Comedy Series című angol Wikipédia-szócikk ezen változatának fordításán alapul.  Az eredeti cikk szerkesztőit annak laptörténete sorolja fel. Ez a jelzés csupán a megfogalmazás eredetét és a szerzői jogokat jelzi, nem szolgál a cikkben szereplő információk forrásmegjelöléseként.